# Tridecoder
Tridecoder è l'album di debutto del gruppo musicale tedesco Lali Puna, pubblicato nel 1999 da Morr Music.

## Tracce
1. 6-0-3 – 5:09
2. Rapariga da Banheira – 3:57
3. Antena Trash – 4:34
4. System On – 3:35
5. Everywhere & Allover – 4:44
6. Toca-Discos – 4:39
7. Press My Tummy – 2:30
8. Fast Forward – 3:56
9. Superlotado – 4:24